# Adrenomedullin
Adrenomedullin (ADM, von adrenal medulla, Nebennierenmark, wo es zuerst gefunden wurde) ist ein Peptid, das 1993 entdeckt wurde. Das humane ADM-Gen befindet sich auf dem Chromosom 11 und kodiert für das Präkursorprotein Pro-ADM mit 185 Aminosäuren, aus dem durch posttranslationale Modifikation ADM und PAMP entsteht. Das ADM-Peptid besteht aus 52 Aminosäuren und hat starke Ähnlichkeit zu CGRP (Calcitonin gene related peptide) und Amylin.
Adrenomedullin wird u. a. im Nebennierenmark, in der Niere und der Lunge sowie im insuffizienten Herz gebildet. Es wirkt gefäßerweiternd und beeinflusst mehrere Systeme wie Kreislauf, Herz, Hormonsekretion und Atmung.